# Gladstone (Dakota del Norte)
Gladstone es una ciudad ubicada en el condado de Stark en el estado estadounidense de Dakota del Norte. En el censo de 2010 tenía una población de 239 habitantes y una densidad poblacional de 263,65 personas por km².

## Geografía
Gladstone se encuentra ubicada en las coordenadas 46°51′33″N 102°34′0″O / 46.85917, -102.56667. Según la Oficina del Censo de los Estados Unidos, Gladstone tiene una superficie total de 0.91 km², de la cual 0.88 km² corresponden a tierra firme y (2.57%) 0.02 km² es agua.

## Demografía
Según el censo de 2010, había 239 personas residiendo en Gladstone. La densidad de población era de 263,65 hab./km². De los 239 habitantes, Gladstone estaba compuesto por el 96.23% blancos, el 0% eran afroamericanos, el 0% eran amerindios, el 0.42% eran asiáticos, el 0% eran isleños del Pacífico, el 0.84% eran de otras razas y el 2.51% pertenecían a dos o más razas. Del total de la población el 1.26% eran hispanos o latinos de cualquier raza.